# Линевка (Челябинская область)
Линевка — посёлок в Верхнеуральском районе Челябинской области России. Входит в Петропавловское сельское поселение.
Поселок вырос на месте хутора Линевского, построенного в 1910 году, в черте Степного станичного юрта. 

## География
Расположен в северо-восточной части района, на реки Линевке. Расстояние до районного центра города Верхнеуральска 82 км.

## Население
| 2002 | 2010 |
| ---- | ---- |
| 207  | ↘139 |

(в 1926 — 82, в 1970 - 267, в 1983 — 305, в 1995 — 268)

## Улицы
- Мира,
- переулок Мира,
- Набережная,
- Российская,
- Юбилейная.